# Lista de lecionários do Novo Testamento
Um Lecionário do Novo Testamento é uma cópia manuscrita de um lecionário, ou livro do Novo Testamento. Lecionários podem ser escritos em uncial ou em letras gregas minúsculas, em pergaminho, papiro, velino, ou papel.
Lecionários do Novo Testamento são ldistintos de: 
- Papiros do Novo Testamento
- Unciais do Novo Testamento
- Minúsculos do Novo Testamento

## Lista dos lecionários nomeados ou notáveis
- Os números (#) são parte do novo sistema de classificação de Caspar René Gregory.
- As datas são estimadas com uma margem de erro de 50 anos (excepto nos lecionários datados pelos copistas).
- Contém somente lições dos evangelhos e outras lições retiradas do resto do Novo Testamento (exceptuando o Apocalipse). Algumas vezes, quando a porção remanescente de um Codex estiver limitada a um livro específico, a um capítulo ou até a alguns versos, isto será indicado.

| #               | Data               | Conteúdo                       | Instituição | Cidade                     | País                          |
| --------------- | ------------------ | ------------------------------ | --- | -------------------------- | ----------------------------- |
| ℓ 1             | Sec. X             | Evangelhos (uncial)            | Biblioteca Nacional da França, Gr. 278                                                                            | Paris                      | França                        |
| ℓ 2             | Sec. X             | Evangelhos (uncial)            | Biblioteca Nacional da França, Gr. 280                                                                            | Paris                      | França                        |
| ℓ 3             | Sec. XI            | Evangelhos (uncial)            | Lincoln College, Gr. 15                                                                                           | Oxford                     | Reino Unido                   |
| ℓ 4             | Sec. XI            | Evangelhos                     | Biblioteca da Universidade de Cambridge, Dd. 8.49                                                                 | Cambridge                  | Reino Unido                   |
| ℓ 5             | Sec. X             | Evangelhos (uncial)            | Biblioteca Bodleiana, Barocci 202                                                                                 | Oxford                     | Reino Unido                   |
| ℓ 6             | 1265               | Evangelhos, Apóstolos (uncial) | Biblioteca da Universidade de Leiden, Or. 243                                                                     | Leiden                     | Países Baixos                 |
| ℓ 7             | 1204               | Evangelhos                     | Biblioteca Nacional da França, Gr. 301                                                                            | Paris                      | França                        |
| ℓ 8             | Sec. XIV           | Evangelhos                     | Biblioteca Nacional da França, Gr. 312                                                                            | Paris                      | França                        |
| ℓ 9             | Sec. XIII          | Evangelhos                     | Biblioteca Nacional da França, Gr. 307                                                                            | Paris                      | França                        |
| ℓ 10            | Sec. XIII          | Evangelhos                     | Biblioteca Nacional da França, Gr. 287                                                                            | Paris                      | França                        |
| ℓ 11            | Sec. XIII          | Evangelhos                     | Biblioteca Nacional da França, Gr. 309                                                                            | Paris                      | França                        |
| ℓ 12            | Sec. XIII          | Evangelhos                     | Biblioteca Nacional da França, Gr. 310                                                                            | Paris                      | França                        |
| ℓ 13            | Sec. XII           | Evangelhos                     | Biblioteca Nacional da França, Coislin Gr. 31                                                                     | Paris                      | França                        |
| ℓ 14            | Sec. XVI           | Evangelhos                     | Biblioteca Nacional da França, Gr. 315                                                                            | Paris                      | França                        |
| ℓ 15            | Sec. XIII          | Evangelhos                     | Biblioteca Nacional da França, Gr. 302                                                                            | Paris                      | França                        |
| ℓ 16            | Sec. XII           | Evangelhos                     | Biblioteca Nacional da França, Gr. 297                                                                            | Paris                      | França                        |
| ℓ 17            | Sec. IX            | Evangelhos (uncial)            | Biblioteca Nacional da França, Gr. 279                                                                            | Paris                      | França                        |
| ℓ 18            | Sec. XII           | Evangelhos †                   | Biblioteca Bodleiana, Laud. Gr. 32                                                                                | Oxford                     | Reino Unido                   |
| ℓ 19            | Sec. XIII          | Evangelhos                     | Biblioteca Bodleiana, Auct. D. inf. 2.12                                                                          | Oxford                     | Reino Unido                   |
| ℓ 20            | 1047               | Evangelhos                     | Biblioteca Bodleiana, Laud. Gr. 34                                                                                | Oxford                     | Reino Unido                   |
| ℓ 21            | Sec. XIV           | Evangelhos                     | Biblioteca Bodleiana, Arch. Selden. B. 56                                                                         | Oxford                     | Reino Unido                   |
| ℓ 22            | Sec. XIV           | Evangelhos                     | Biblioteca Bodleiana, Arch. Selden. B. 54                                                                         | Oxford                     | Reino Unido                   |
| ℓ 23            | Sec. XI            | Evangelhos                     | Biblioteca Britânica, Cotton. Vesp. B. 18                                                                         | Londres                    | Reino Unido                   |
| ℓ 24            | Sec. X             | Evangelhos                     | Bayerische Staatsbibliothek, Gr. 353                                                                              | Munique                    | Alemanha                      |
| ℓ 25            | Sec. XIII          | Evangelhos                     | Biblioteca Britânica, Harley 5650                                                                                 | Londres                    | Reino Unido                   |
| ℓ 25b = ℓ 2306  |                    |                                | |                            |                               |
| ℓ 26            | Sec. XIII          | Evangelhos †                   | Biblioteca Bodleiana, Selden Supra 2                                                                              | Oxford                     | Reino Unido                   |
| ℓ 27            | Sec. XIV           | Evangelhos                     | Biblioteca Bodleiana, Selden Supra 3                                                                              | Oxford                     | Reino Unido                   |
| ℓ 28            | Sec. XIII          | Evangelhos †                   | Biblioteca Bodleiana, Auct. D. inf. 2.14                                                                          | Oxford                     | Reino Unido                   |
| ℓ 29            | Sec. XII           | Evangelhos †                   | Biblioteca Bodleiana, Auct. D. inf. 2.15                                                                          | Oxford                     | Reino Unido                   |
| ℓ 30            | 1225               | Evangelhos                     | Biblioteca Bodleiana, Cromw. 11                                                                                   | Oxford                     | Reino Unido                   |
| ℓ 31            | Sec. XII           | Evangelhos                     | Stadtbibliothek, Ms. Cent. V. App. 40                                                                             | Nuremberga                 | Alemanha                      |
| ℓ 32            | Sec. XI            | Evangelhos                     | Landesbibliothek, Memb. I 78                                                                                      | Gotha                      | Alemanha                      |
| ℓ 33            |                    | = ℓ 563                        | |                            |                               |
| ℓ 34            | Sec. IX            | Evangelhos (uncial)            | Bavarian State Library, Gr. 329                                                                                   | Munique                    | Alemanha                      |
| ℓ 35            | Sec. XI            | Evangelhos (uncial)            | Biblioteca do Vaticano, Vat. gr. 351                                                                              | Vaticano                   |                               |
| ℓ 36            | Sec. X             | Evangelhos (uncial)            | Biblioteca do Vaticano, Vat. gr. 1067                                                                             | Vaticano                   |                               |
| ℓ 37            | Sec. XII           | Evangelhos                     | Biblioteca do Vaticano, Borg. gr. 6                                                                               | Vaticano                   |                               |
| ℓ 38            | Sec. XV            | Evangelhos                     | Universidade de Gotinga, Cod. Ms. theol. 33                                                                       | Gotinga                    | Alemanha                      |
| ℓ 39            | Sec. XIII          | Evangelhos                     | Biblioteca Nacional da França, Suppl. Gr. 104                                                                     | Paris                      | França                        |
| ℓ 40            | Sec. X             | Evangelhos (uncial)            | Escorial, Ψ. III. 14                                                                                              | San Lorenzo de El Escorial | Espanha                       |
| ℓ 41            | Sec. XI            | Evangelhos (uncial)            | Escorial, X. III. 12                                                                                              | San Lorenzo de El Escorial | Espanha                       |
| ℓ 42            | Sec. X             | Evangelhos (uncial)            | Escorial, X. III. 13                                                                                              | San Lorenzo de El Escorial | Espanha                       |
| ℓ 43            | Sec. XIII          | Evangelhos                     | Escorial, X. III. 16                                                                                              | San Lorenzo de El Escorial | Espanha                       |
| ℓ 44            | Sec. XII           | Apóstolos                      | Det Kongelige Bibliotek, GkS                                                                                      | Kopenhagen                 | Dinamarca                     |
| ℓ 45            | Sec. X             | Evangelhos (uncial)            | Austrian National Library, Jur. gr. 5, fol. 575-580                                                               | Viena                      | Austria                       |
| ℓ 46            | Sec. IX            | Evangelhos (uncial)            | Bibl. Naz. Vittorio Emanuele III, Cod. Neapol. ex Vind. 2                                                         | Naples                     | Itália                        |
| ℓ 47            | Sec. X             | Evangelhos (uncial)            | Museu de História de Moscou, V. 11, S. 42                                                                         | Moscou                     | Rússia                        |
| ℓ 48            | 1055               | Evangelhos                     | Museu de História de Moscou, V. 15, S. 43                                                                         | Moscou                     | Rússia                        |
| ℓ 49            | Sec. X/Sec. XI     | Evangelhos                     | Museu de História de Moscou, V. 12, S. 225                                                                        | Moscou                     | Rússia                        |
| ℓ 50            | Sec. XIV           | Evangelhos                     | Museu de História de Moscou, V. 10, S. 226                                                                        | Moscou                     | Rússia                        |
| ℓ 51            | Sec. XIV           | Evangelhos                     | Museu de História de Moscou, V. 20, S. 224                                                                        | Moscou                     | Rússia                        |
| ℓ 52            | Sec. XIV           | Evangelhos, Apóstolos          | Museu de História de Moscou, V. 261, S. 279                                                                       | Moscou                     | Rússia                        |
| ℓ 53            | Sec. XV            | Evangelhos, Apóstolos          | Museu de História de Moscou, V. 262, S. 280                                                                       | Moscou                     | Rússia                        |
| ℓ 54            | 1470               | Evangelhos, Apóstolos          | Museu de História de Moscou, V. 263, S. 281                                                                       | Moscou                     | Rússia                        |
| ℓ 55            | 1602               | Evangelhos, Apóstolos          | Museu de História de Moscou, V. 264, S. 454                                                                       | Moscou                     | Rússia                        |
| ℓ 56            | Sec. XV/Sec. XVI   | Evangelhos, Apóstolos          | Museu de História de Moscou, V. 392, S. 466                                                                       | Moscou                     | Rússia                        |
| ℓ 57            | Sec. XV            | Evangelhos, Apóstolos          | Saxon State Library, A. 151                                                                                       | Dresden                    | Alemanha                      |
| ℓ 58            | Sec. XVI           | Evangelhos †                   | Biblioteca Nacional da França, Suppl. Gr. 50                                                                      | Paris                      | França                        |
| ℓ 59            | Sec. XI            | Apóstolos                      | Museu de História de Moscou, V. 21, S. 4                                                                          | Moscou                     | Rússia                        |
| ℓ 60            | 1021               | Evangelhos, Apóstolos          | Biblioteca Nacional da França, Gr. 375                                                                            | Paris                      | França                        |
| ℓ 61            | Sec. XII           | Evangelhos †                   | Biblioteca Nacional da França, Gr. 182                                                                            | Paris                      | França                        |
| ℓ 62            | Sec. XII           | Evangelhos, Apóstolos          | Museu de História de Moscou, V. 22, S. 304                                                                        | Moscou                     | Rússia                        |
| ℓ 63            | Sec. IX            | Evangelhos (uncial)            | Biblioteca Nacional da França, Gr. 277                                                                            | Paris                      | França                        |
| ℓ 64            | Sec. IX            | Evangelhos (uncial)            | Biblioteca Nacional da França, Gr. 281                                                                            | Paris                      | França                        |
| ℓ 65            | Sec. IX            | Evangelhos (uncial)            | Biblioteca Nacional da França, Gr. 282                                                                            | Paris                      | França                        |
| ℓ 66            | Sec. IX            | Evangelhos (uncial)            | Biblioteca Nacional da França, Gr. 283                                                                            | Paris                      | França                        |
| ℓ 67            | Sec. XII           | Evangelhos                     | Biblioteca Nacional da França, Gr. 284                                                                            | Paris                      | França                        |
| ℓ 68            | Sec. XII           | Evangelhos                     | Biblioteca Nacional da França, Gr. 285                                                                            | Paris                      | França                        |
| ℓ 69            | Sec. XII           | Evangelhos                     | Biblioteca Nacional da França, Gr. 256                                                                            | Paris                      | França                        |
| ℓ 70            | Sec. XII           | Evangelhos                     | Biblioteca Nacional da França, Gr. 288                                                                            | Paris                      | França                        |
| ℓ 71            | 1066               | Evangelhos                     | Biblioteca Nacional da França, Gr. 289                                                                            | Paris                      | França                        |
| ℓ 72            | Sec. XIII          | Evangelhos                     | Biblioteca Nacional da França, Gr. 290, fol. 4-190                                                                | Paris                      | França                        |
| ℓ 73            | Sec. XII           | Evangelhos                     | Biblioteca Nacional da França, Gr. 291                                                                            | Paris                      | França                        |
| ℓ 74            | Sec. XII           | Evangelhos                     | Biblioteca Nacional da França, Gr. 292                                                                            | Paris                      | França                        |
| ℓ 75            | Sec. XII           | Evangelhos                     | Biblioteca Nacional da França, Gr. 293                                                                            | Paris                      | França                        |
| ℓ 76            | Sec. XII           | Evangelhos                     | Biblioteca Nacional da França, Gr. 295                                                                            | Paris                      | França                        |
| ℓ 77            | Sec. XII           | Evangelhos                     | Biblioteca Nacional da França, Gr. 296                                                                            | Paris                      | França                        |
| ℓ 78            | Sec. XII           | Evangelhos                     | Biblioteca Nacional da França, Gr. 298                                                                            | Paris                      | França                        |
| ℓ 79            | Sec. XIV           | Evangelhos                     | Biblioteca Nacional da França, Gr. 299                                                                            | Paris                      | França                        |
| ℓ 80            | Sec. XII           | Evangelhos                     | Biblioteca Nacional da França, Gr. 300                                                                            | Paris                      | França                        |
| ℓ 81            | Sec. XIV           | Evangelhos                     | Biblioteca Nacional da França, Gr. 305                                                                            | Paris                      | França                        |
| ℓ 82            | Sec. XIV           | Evangelhos                     | Biblioteca Nacional da França, Gr. 276                                                                            | Paris                      | França                        |
| ℓ 83            | Sec. XII           | Apóstolos                      | Biblioteca Nacional da França, Gr. 294                                                                            | Paris                      | França                        |
| ℓ 84            | Sec. XIII          | Evangelhos, Apóstolos          | Biblioteca Nacional da França, Suppl. Gr. 32                                                                      | Paris                      | França                        |
| ℓ 85            | Sec. XII           | Evangelhos                     | Biblioteca Nacional da França, Suppl. Gr. 33                                                                      | Paris                      | França                        |
| ℓ 86            | 1336               | Evangelhos                     | Biblioteca Nacional da França, Gr. 311                                                                            | Paris                      | França                        |
| ℓ 87            | Sec. XIV           | Evangelhos                     | Biblioteca Nacional da França, Gr. 313                                                                            | Paris                      | França                        |
| ℓ 88            | Sec. XIV           | Evangelhos                     | Biblioteca Nacional da França, Gr. 314                                                                            | Paris                      | França                        |
| ℓ 89            | Sec. XIV           | Evangelhos                     | Biblioteca Nacional da França, Gr. 316                                                                            | Paris                      | França                        |
| ℓ 90            | 1533               | Evangelhos                     | Biblioteca Nacional da França, Gr. 317                                                                            | Paris                      | França                        |
| ℓ 91            | Sec. XIV           | Evangelhos                     | Biblioteca Nacional da França, Gr. 318                                                                            | Paris                      | França                        |
| ℓ 92            | Sec. XIV           | Evangelhos, Apóstolos          | Biblioteca Nacional da França, Gr. 324                                                                            | Paris                      | França                        |
| ℓ 93            | Sec. XVI           | Evangelhos                     | Biblioteca Nacional da França, Gr. 326                                                                            | Paris                      | França                        |
| ℓ 94            | Sec. XII           | Evangelhos, Apóstolos          | Biblioteca Nacional da França, Gr. 330                                                                            | Paris                      | França                        |
| ℓ 95            | Sec. XIV           | Evangelhos                     | Biblioteca Nacional da França, Gr. 374                                                                            | Paris                      | França                        |
| ℓ 96            | Sec. XVI           | Evangelhos, Apóstolos          | Biblioteca Nacional da França, Suppl. Gr. 115                                                                     | Paris                      | França                        |
| ℓ 97            | Sec. XIV           | Evangelhos                     | Biblioteca Nacional da França, Gr. 376                                                                            | Paris                      | França                        |
| ℓ 98            | Sec. XV            | Evangelhos                     | Biblioteca Nacional da França, Gr. 377                                                                            | Paris                      | França                        |
| ℓ 99            | Sec. XVI           | Evangelhos                     | Biblioteca Nacional da França, Gr. 380                                                                            | Paris                      | França                        |
| ℓ 100           | 1550               | Evangelhos                     | Biblioteca Nacional da França, Gr. 381                                                                            | Paris                      | França                        |
| ℓ 101           | Sec. XIV           | Evangelhos                     | Biblioteca Nacional da França, Gr. 303                                                                            | Paris                      | França                        |
| ℓ 102           | 1370               | Evangelhos                     | Biblioteca Ambrosiana, S. 62 sup.                                                                                 | Milan                      | Itália                        |
| ℓ 103           | Sec. XIII          | Evangelhos                     | Biblioteca Ambrosiana, D. 67 sup.                                                                                 | Milan                      | Itália                        |
| ℓ 104           | Sec. XII           | Evangelhos, Apóstolos          | Biblioteca Ambrosiana, D. 72 sup.                                                                                 | Milan                      | Itália                        |
| ℓ 105           | Sec. XIII          | Evangelhos                     | Biblioteca Ambrosiana, M. 81 sup.                                                                                 | Milan                      | Itália                        |
| ℓ 106           | Sec. XIII          | Evangelhos                     | Biblioteca Ambrosiana, C. 91 sup.                                                                                 | Milan                      | Itália                        |
| ℓ 107           | Sec. XII           | Evangelhos                     | Biblioteca Marciana, Gr. Z. 548 (787)                                                                             | Venice                     | Itália                        |
| ℓ 108           | Sec. XI            | Evangelhos                     | Biblioteca Marciana, Gr. Z. 549 (655)                                                                             | Venice                     | Itália                        |
| ℓ 109           | Sec. XIV           | Evangelhos                     | Biblioteca Marciana, Gr. Z. 550 (848)                                                                             | Venice                     | Itália                        |
| ℓ 110           | Sec. XIII          | Evangelhos                     | Biblioteca Marciana, Gr. Z. 551 (826)                                                                             | Venice                     | Itália                        |
| ℓ 111           | Sec. IX            | Evangelhos (uncial)            | Biblioteca Estense, Gr. 73 α.W.2.6                                                                                | Modena                     | Itália                        |
| ℓ 112           | Sec. XI            | Evangelhos, Apóstolos          | Biblioteca Laurentiana, Conv. Soppr. 12                                                                           | Florença                   | Itália                        |
| ℓ 113           | Sec. XIII          | Evangelhos †                   | Biblioteca Laurentiana, Plutei VI. 2                                                                              | Florença                   | Itália                        |
| ℓ 114           | Sec. XIV           | Evangelhos                     | Biblioteca Laurentiana, Plutei VI. 7                                                                              | Florença                   | Itália                        |
| ℓ 115           | Sec. X             | Evangelhos (uncial)            | Biblioteca Laurentiana, Plutei VI. 21                                                                             | Florença                   | Itália                        |
| ℓ 116           | Sec. X             | Evangelhos (uncial)            | Biblioteca Laurentiana, Plutei VI. 31                                                                             | Florença                   | Itália                        |
| ℓ 117           | Sec. XI            | Evangelhos                     | Biblioteca Laurentiana, Med. Pal. 244                                                                             | Florença                   | Itália                        |
| ℓ 118           | Sec. XIV           | Evangelhos                     | Biblioteca Laurentiana, Med. Pal. 243                                                                             | Florença                   | Itália                        |
| ℓ 119           | Sec. XIII          | Evangelhos                     | Biblioteca do Vaticano, Vat. gr. 1155                                                                             | Vaticano                   | cidade-estado                 |
| ℓ 120           | Sec. XI/Sec. XII   | Evangelhos                     | Biblioteca do Vaticano, Vat. gr. 1156                                                                             | Vaticano                   | cidade-estado                 |
| ℓ 121           | Sec. XI            | Evangelhos †                   | Biblioteca do Vaticano, Vat. gr. 1157                                                                             | Vaticano                   | cidade-estado                 |
| ℓ 122           | 1175               | Evangelhos                     | Biblioteca do Vaticano, Vat. gr. 1068                                                                             | Vaticano                   | cidade-estado                 |
| ℓ 123           | Sec. X             | Evangelhos (uncial)            | Biblioteca do Vaticano, Vat. gr. 1522                                                                             | Vaticano                   | cidade-estado                 |
| ℓ 124           | Sec. XII           | Evangelhos                     | Biblioteca do Vaticano, Vat. gr. 1988                                                                             | Vaticano                   | cidade-estado                 |
| ℓ 125           | Sec. XI            | Evangelhos                     | Biblioteca do Vaticano, Vat. gr. 2017                                                                             | Vaticano                   | cidade-estado                 |
| ℓ 126           | Sec. XI            | Evangelhos                     | Biblioteca do Vaticano, Vat. gr. 2041                                                                             | Vaticano                   | cidade-estado                 |
| ℓ 127           | Sec. IX            | Evangelhos (uncial)            | Biblioteca do Vaticano, Vat. gr. 2063                                                                             | Vaticano                   | cidade-estado                 |
| ℓ 128           | Sec. XIV           | Evangelhos                     | Biblioteca do Vaticano, Vat. gr. 2133                                                                             | Vaticano                   | cidade-estado                 |
| ℓ 129           | Sec. XII           | Evangelhos                     | Biblioteca do Vaticano, Reg. gr. 12                                                                               | Vaticano                   | cidade-estado                 |
| ℓ 130           | Sec. X             | Evangelhos (uncial)            | Biblioteca do Vaticano, Ottob. 2.2 Bde                                                                            | Vaticano                   | cidade-estado                 |
| ℓ 131           | Sec. XI            | Evangelhos                     | Biblioteca do Vaticano, Ottob. gr. 175                                                                            | Vaticano                   | cidade-estado                 |
| ℓ 132           | Sec. XIV           | Evangelhos                     | Biblioteca do Vaticano, Ottob. gr. 326                                                                            | Vaticano                   | cidade-estado                 |
| ℓ 133           | Sec. XIV           | Evangelhos, Apóstolos          | Biblioteca do Vaticano, Ottob. gr. 416                                                                            | Vaticano                   | cidade-estado                 |
| ℓ 134           | Sec. XIII          | Evangelhos †                   | Biblioteca do Vaticano, Cod. Vat. Barb. gr. 565                                                                   | Vaticano                   | cidade-estado                 |
| ℓ 135           | Sec. VIII          | Evangelhos (Uncial)            | Biblioteca do Vaticano, Cod. Vat. Barb. gr. 472, fol. 1-118, 139-165                                              | Vaticano                   | cidade-estado                 |
| ℓ 136           | Sec. XII           | Evangelhos                     | Biblioteca do Vaticano, Cod. Vat. Barb. gr. 472                                                                   | Vaticano                   | cidade-estado                 |
| ℓ 137           | Sec. XI            | Evangelhos                     | Biblioteca Vallicelliana, D. 63                                                                                   | Rome                       | Itália                        |
| ℓ 138           | Sec. XV            | Evangelhos                     | Biblioteca Nazionale Vittorio Emanuele III, Ms. II. A. 6                                                          | Naples                     | Itália                        |
| ℓ 139           | Sec. X/Sec. XI     | Evangelhos                     | Biblioteca Marciana, Gr. Z. 12                                                                                    | Naples                     | Itália                        |
| ℓ 140           | Sec. XIII          | Evangelhos                     | Biblioteca Marciana, Gr. Z. 286                                                                                   | Naples                     | Itália                        |
| ℓ 141           | Sec. XI            | Evangelhos                     | Biblioteca Marciana, Gr. I. 9                                                                                     | Naples                     | Itália                        |
| ℓ 142           | Sec. XIV           | Evangelhos                     | Biblioteca Marciana, Gr. I. 23                                                                                    | Naples                     | Itália                        |
| ℓ 143           | Sec. VIII          | Evangelhos (Uncial)            | Berlin State Museums, P. 8771 Biblioteca Nacional da França, Copt. 129,19 Biblioteca do Vaticano, Borg. copt. 109 | Berlim Paris Vaticano      | Alemanha França cidade-estado |
| ℓ 144           | Sec. XIV           | Apóstolos                      | Biblioteca Nacional da França, Gr. 304                                                                            | Paris                      | França                        |
| ℓ 145           | Sec. XII           | Apóstolos                      | Biblioteca Nacional da França, Gr. 306                                                                            | Paris                      | França                        |
| ℓ 146           | Sec. XII           | Evangelhos                     | Biblioteca da Universidade Cambridge, Dd. 8.23                                                                    | Cambridge                  | Reino Unido                   |
| ℓ 147           | Sec. XII           | Apóstolos                      | Biblioteca Nacional da França, Gr. 319                                                                            | Paris                      | França                        |
| ℓ 148           | Sec. XII           | Apóstolos                      | Biblioteca Nacional da França, Gr. 320                                                                            | Paris                      | França                        |
| ℓ 149           | Sec. XIV           | Apóstolos                      | Biblioteca Nacional da França, Gr. 321                                                                            | Paris                      | França                        |
| ℓ 150           | 995                | Evangelhos (Uncial)            | Biblioteca Britânica, MS Harl 5598                                                                                | Londres                    | Reino Unido                   |
| ℓ 151           | Sec. XII           | Evangelhos                     | Biblioteca Britânica, MS Harl 5785                                                                                | Londres                    | Reino Unido                   |
| ℓ 152           | Sec. IX            | Evangelhos (Uncial)            | Biblioteca Britânica, MS Harl 5787                                                                                | Londres                    | Reino Unido                   |
| ℓ 153           | Sec. XIV           | Apóstolos                      | Biblioteca Nacional da França, Gr. 373                                                                            | Paris                      | França                        |
| ℓ 154           | Sec. XIII          | Evangelhos                     | Bavarian State Library, Gr. 326                                                                                   | Munique                    | Alemanha                      |
| ℓ 155           | Sec. X             | Evangelhos (Uncial)            | Austrian National Library, Theol. gr. 209                                                                         | Viena                      | Austria                       |
| ℓ 156           | Sec. X             | Apóstolos                      | Biblioteca Nacional da França, Gr. 382                                                                            | Paris                      | França                        |
| ℓ 157           | 1253               | Evangelhos †                   | Biblioteca Bodleiana, E. D. Clarke 8                                                                              | Oxford                     | Reino Unido                   |
| ℓ 158           | Sec. XVI           | Apostolário                    | Biblioteca Nacional da França, Gr. 383                                                                            | Paris                      | França                        |
| ℓ 159           | 1061               | Evangelhos                     | Orthodox Patriarchate, Panagias, s. n.                                                                            | Jerusalém                  | Israel                        |
| ℓ 160           | Sec. XV            | Apostolário                    | Biblioteca do Vaticano, Vat. gr. 1528                                                                             | Vaticano                   | cidade-estado                 |
| ℓ 161           | Sec. XVI           | Apostolário                    | Biblioteca Vallicelliana, C. 46, fol. 227-341                                                                     | Rome                       | Itália                        |
| ℓ 162           | Sec. XII           | Apostolário                    | Glasgow University Library, Ms. Hunter 406                                                                        | Glasgow                    | Reino Unido                   |
| ℓ 163           | Sec. XIV           | Apostolário                    | Biblioteca Ambrosiana, C. 63 sup.                                                                                 | Milan                      | Itália                        |
| ℓ 164           | 1172               | Apostolário                    | Christ Church, Wake 33                                                                                            | Oxford                     | Reino Unido                   |
| ℓ 165           | Sec. XI            | Apostolário †                  | Lambeth Palace, 1190                                                                                              | Londres                    | Reino Unido                   |
| ℓ 166           | Sec. XIII          | Apostolário †                  | Lambeth Palace, 1191                                                                                              | Londres                    | Reino Unido                   |
| ℓ 167           | Sec. XV            | Apostolário                    | Lambeth Palace, 1195                                                                                              | Londres                    | Reino Unido                   |
| ℓ 168           | Sec. XII           | Apostolário                    | Lambeth Palace, 1196                                                                                              | Londres                    | Reino Unido                   |
| ℓ 169           | Sec. XIII          | Apostolário                    | Biblioteca Britânica, Add. 32051                                                                                  | Londres                    | Reino Unido                   |
| ℓ 170           | Sec. XIV           | Apostolário †                  | University of Michigan, Ms. 35                                                                                    | Ann Arbor                  | U.S.A.                        |
| ℓ 171           | Sec. IX            | Apostolário                    | Russian National Library, Gr. 38, fol. 8                                                                          | Saint Petersburg           | Rússia                        |
| ℓ 172           | Sec. XIII          | Apostolário                    | Harvard University, Ms. Gr. 7 (2)                                                                                 | Cambridge                  | U.S.A.                        |
| ℓ 173           | Sec. X             | Apostolário                    | Russian National Library, Gr. 57                                                                                  | Saint Petersburg           | Rússia                        |
| ℓ 174           | Sec. XIII          | Evangelhos, Apostolário        | Russian National Library, Gr. 37; Gr. 45a; Gr. 112                                                                | Saint Petersburg           | Rússia                        |
| ℓ 175           | Sec. XV            | Apostolário                    | New York Public Library, Rare Books and Manuscripts, Ms. 103                                                      | New York                   | U.S.A.                        |
| ℓ 176           | Sec. XII           | Apostolário †                  | Biblioteca da Universidade Cambridge, Add. Mss. 679.1                                                             | Cambridge                  | Reino Unido                   |
| ℓ 177           | Sec. XI            | Apostolário †                  | Biblioteca Britânica, Add. 11841                                                                                  | Londres                    | Reino Unido                   |
| ℓ 178           | Sec. IX            | Apostolário                    | University of Leipzig, Cod. Gr. 69                                                                                | Leipzig                    | Alemanha                      |
| ℓ 179           | Sec. X             | Apostolário (Uncial)           | Domschatz, h. 72, fol. 2-9                                                                                        | Trier                      | Alemanha                      |
| ℓ 180           | Sec. XIV           | Evangelhos †                   | Harvard University, Theol. Libr., Ms. 21                                                                          | Cambridge                  | U.S.A.                        |
| ℓ 181           | 980                | Evangelhos                     | Biblioteca Britânica, Add. 39602                                                                                  | Londres                    | Reino Unido                   |
| ℓ 182           | Sec. IX            | Evangelhos                     | Biblioteca Britânica, Add. 39583                                                                                  | Londres                    | Reino Unido                   |
| ℓ 183           | Sec. X             | Evangelhos (uncial) †          | Biblioteca Britânica, Arundel 547                                                                                 | Londres                    | Reino Unido                   |
| ℓ 184           | 1319               | Evangelhos                     | Biblioteca Britânica, Burney 22                                                                                   | Londres                    | Reino Unido                   |
| ℓ 185           | Sec. XI            | Evangelhos †                   | Christ's College, GG.1.6 (Ms. 6)                                                                                  | Cambridge                  | Reino Unido                   |
| ℓ 186           | Sec. XI            | Evangelhos †                   | Trinity College, (O. IV. 22)                                                                                      | Cambridge                  | Reino Unido                   |
| ℓ 187           | Sec. XIII          | Evangelhos †                   | Biblioteca Britânica, Burney 22                                                                                   | Londres                    | Reino Unido                   |
| ℓ 188           | 1033               | Evangelhos †                   | Biblioteca Britânica, Add. 5153                                                                                   | Londres                    | Reino Unido                   |
| ℓ 189           | Sec. XII           | Evangelhos †                   | Biblioteca Britânica, Add. 11840                                                                                  | Londres                    | Reino Unido                   |
| ℓ 190           | Sec. XI            | Evangelhos †                   | Biblioteca Britânica, Add. 17370                                                                                  | Londres                    | Reino Unido                   |
| ℓ 191           | Sec. XII           | Evangelhos †                   | Biblioteca Britânica, Add. 18212                                                                                  | Londres                    | Reino Unido                   |
| ℓ 192           | Sec. XIII          | Evangelhos †                   | Biblioteca Britânica, Add. 19460                                                                                  | Londres                    | Reino Unido                   |
| ℓ 193           | 1334/1335          | Evangelhos                     | Biblioteca Britânica, Add. 19993                                                                                  | Londres                    | Reino Unido                   |
| ℓ 194           | Sec. X             | Evangelhos (uncial) †          | Biblioteca Bodleiana, Canon. Gr. 85                                                                               | Oxford                     | Reino Unido                   |
| ℓ 195           | Sec. XI            | Evangelhos (uncial)            | Biblioteca Bodleiana, Canon. Gr. 92                                                                               | Oxford                     | Reino Unido                   |
| ℓ 196           | Sec. XV            | Evangelhos                     | Biblioteca Bodleiana, Canon. Gr. 119                                                                              | Oxford                     | Reino Unido                   |
| ℓ 197           | Sec. XV            | Apostolário                    | Biblioteca Bodleiana, Canon. Gr. 126, fol. 252-259                                                                | Oxford                     | Reino Unido                   |
| ℓ 198           | Sec. XII           | Evangelhos                     | Biblioteca Bodleiana, E. D. Clarke. 45                                                                            | Oxford                     | Reino Unido                   |
| ℓ 199           | Sec. XIII          | Evangelhos                     | Biblioteca Bodleiana, E. D. Clarke. 46                                                                            | Oxford                     | Reino Unido                   |
| ℓ 200           | Sec. XII           | Evangelhos                     | Biblioteca Bodleiana, E. D. Clarke. 47                                                                            | Oxford                     | Reino Unido                   |
| ℓ 201           | Sec. XIII          | Evangelhos                     | Biblioteca Bodleiana, E. D. Clarke. 48                                                                            | Oxford                     | Reino Unido                   |
| ℓ 202           | Sec. XII           | Evangelhos                     | Biblioteca Bodleiana, Cromw. 27                                                                                   | Oxford                     | Reino Unido                   |
| ℓ 203           | 1067?              | Evangelhos                     | Biblioteca Bodleiana, Auct. F. 6. 25                                                                              | Oxford                     | Reino Unido                   |
| ℓ 204           | Sec. XI            | Evangelhos                     | Biblioteca Bodleiana, Rawl. G. 2                                                                                  | Oxford                     | Reino Unido                   |
| ℓ 205           |                    |                                | |                            |                               |
| ℓ 206           |                    |                                | |                            |                               |
| ℓ 206b = ℓ 2308 |                    |                                | |                            |                               |
| ℓ 207           |                    |                                | |                            |                               |
| ℓ 208           |                    |                                | |                            |                               |
| ℓ 209           |                    |                                | |                            |                               |
| ℓ 210           |                    |                                | |                            |                               |
| ℓ 233           | Sec. XI            | Evangelhos                     | Biblioteca Britânica, Add 39603                                                                                   | Londres                    | Reino Unido                   |
| ℓ 243           | Sec. X             | Evangelhos (uncial)            | Russian National Library, 21, 21a                                                                                 | Saint Petersburg           | Rússia                        |
| ℓ 299           | Sec. XIII          | Evangelhos                     | BFBS | Londres                    | Reino Unido                   |
| ℓ 302           | Sec. XV (paper)    | Evangelhos                     | Duke University, Gk Ms 83                                                                                         | Durham                     | Estados Unidos                |
| ℓ 303           | Sec. XV            | Evangelhos                     | Princeton Theological Seminary, 11.21.1900                                                                        | Princeton                  | Estados Unidos                |
| ℓ 330           | 1185               | Evangelhos                     | Biblioteca Britânica, Add MS 28817                                                                                | Londres                    | Reino Unido                   |
| ℓ 368           | See 0306           |                                | Biblioteca Bodleiana, Selden Supra 9, fol. 114-120                                                                | Oxford                     | Reino Unido                   |
| ℓ 451           | 1052               | Evangelhos                     | Duke University, Gk Ms 85                                                                                         | Durham                     | Estados Unidos                |
| ℓ 542           | Sec. X             | Evangelhos (uncial)            | Biblioteca do Vaticano, Gr. 355                                                                                   | Vaticano                   | cidade-estado                 |
| ℓ 562           | 991                | Evangelhos                     | Biblioteca do Vaticano, Gr. 2138                                                                                  | Vaticano                   | cidade-estado                 |
| ℓ 563           |                    | = ℓ 33                         | |                            |                               |
| ℓ 648           | Sec. XVI (paper)   | Evangelhos                     | Duke University, Gk MS 28                                                                                         | Durham                     | Estados Unidos                |
| ℓ 809           | Sec. XII           | Apóstolos                      | Saint Catherine's Monastery, Gr. 286                                                                              | Sinai                      | Egipto                        |
| ℓ 844           | 861/862            | lecionário uncial              | |                            |                               |
| ℓ 965           | Sec. VIII          | Evangelhos (uncial)            | Biblioteca Nacional da França, Copt. 129,10, fol. 198                                                             | Paris                      | França                        |
| ℓ 1033          | 1152               | Evangelhos                     | Anastaseos 9 | Jerusalém                  | Israel                        |
| ℓ 1358          | século IX          | Evangelhos (uncial)            | Biblioteca Nacional da França, Gr. 290, fol. 1-3                                                                  | Paris                      | França                        |
| ℓ 1491          | 1008               | Evangelhos                     | Biblioteca Britânica, Add. MS 36751                                                                               | Londres                    | Reino Unido                   |
| ℓ 1561          |                    | Uncial manuscript              | |                            |                               |
| ℓ1575           | Sec. IX            | Evangelhos (uncial)            | Österreichische Nationalbibliothek, Pap. K. 16.17                                                                 | Viena                      | Austria                       |
| ℓ 1602          | Sec. VIII          | Evangelhos (uncial)            | University of Michigan, PMich. Inv., Nr. 4942, 1 fol.                                                             | Ann Arbor                  | Estados Unidos                |
| ℓ 1604          | Sec. IV            | Evangelhos                     | |                            |                               |
| ℓ 1614          | Sec. VII/Sec. VIII | Evangelhos                     | University of Michigan, MS. 124                                                                                   | Ann Arbor                  | Estados Unidos                |
| ℓ 1619          | Sec. XVII          | Evangelhos                     | Duke University, Gk MS 2                                                                                          | Durham                     | Estados Unidos                |
| ℓ 1623          | Sec. XII/Sec. XIII | Evangelhos                     | Duke University, Gk MS 82                                                                                         | Durham                     | Estados Unidos                |
| ℓ 1637          | Sec. IX            | Evangelhos                     | University of Michigan, MS. 37                                                                                    | Ann Arbor                  | Estados Unidos                |
| ℓ 1681          | Sec. XV            | Evangelhos                     | University of Münster, Bible Museum Ms. 12                                                                        | Münster                    | Alemanha                      |
| ℓ 1682          | Sec. XVI           | Evangelhos                     | University of Münster, Bible Museum Ms. 14                                                                        | Münster                    | Alemanha                      |
| ℓ 1683          | Sec. XIII          | Evangelhos                     | University of Münster, Bible Museum Ms. 15                                                                        | Münster                    | Alemanha                      |
| ℓ 1684          | 1247               | Evangelhos                     | University of Münster, Bible Museum Ms. 1                                                                         | Münster                    | Alemanha                      |
| ℓ 1685          | Sec. XV            | Apostolon, Evangelhos          | University of Münster, Bible Museum Ms. 16                                                                        | Münster                    | Alemanha                      |
| ℓ 1686          | Sec. XVI           | Apóstolos                      | University of Münster, Bible Museum Ms. 13                                                                        | Münster                    | Alemanha                      |
| ℓ 1691          |                    | Evangelhos                     | |                            |                               |
| ℓ 1813          | Sec. XI/Sec. XII   | Evangelhos                     | Duke University, Gk MS 25                                                                                         | Durham                     | Estados Unidos                |
| ℓ 1839          | Sec. XI            | Evangelhos                     | Duke University, Gk MS 65                                                                                         | Durham                     | Estados Unidos                |
| ℓ 1965          | Sec. XII           | Evangelhos                     | Duke University, Gk MS 10                                                                                         | Durham                     | Estados Unidos                |
| ℓ 1966          | Sec. XI/Sec. XII   | Evangelhos                     | Duke University, Gk MS 12                                                                                         | Durham                     | Estados Unidos                |
| ℓ 1967          | Sec. XI            | Evangelhos                     | Duke University, Gk MS 24                                                                                         | Durham                     | Estados Unidos                |
| ℓ 2005          | Sec. X             | Evangelhos (Uncial)            | Byzantine Museum (Frg. 42), Bible Museum Ms. 20                                                                   | Athens; Münster            | Grécia; Alemanha              |
| ℓ 2137          | Sec. XII           | Evangelhos                     | University of Münster, Bible Museum Ms. 17                                                                        | Münster                    | Alemanha                      |
| ℓ 2138          | 1627               | Evangelhos                     | Duke University, Gk MS 39                                                                                         | Durham                     | Estados Unidos                |
| ℓ 2139          |                    |                                | |                            |                               |
| ℓ 2140          | Sec. XII           | Evangelhos                     | Inst. for Hist. of Church, 31 (807)                                                                               | Sofia                      | Bulgaria                      |
| ℓ 2141          | Sec. X             |                                | | Budapeste                  | Hungria                       |
| ℓ 2142          | Sec. XII           |                                | | Budapeste                  | Hungria                       |
| ℓ 2143          | Sec. XII           |                                | | Londres                    | Reino Unido                   |
| ℓ 2144          | Sec. XII           | Evangelhos                     | Duke University, Gk MS 27                                                                                         | Durham                     | Estados Unidos                |
| ℓ 2145          | Sec. XIII          | Evangelhos                     | Duke University, Gk MS 43                                                                                         | Durham                     | Estados Unidos                |
| ℓ 2164          | Sec. XI            |                                | Archeolog. Mus., Frg 1                                                                                            | Véria                      | Grécia                        |
| ℓ 2208          | Sec. XI/Sec. XII   | Evangelhos                     | University of Münster, Bible Museum Ms. 18                                                                        | Münster                    | Alemanha                      |
| ℓ 2210          | Sec. VI/Sec. VII   | Apóstolos (uncial)             | Biblioteca Medicea Laurenziana, PL III 550                                                                        | Florença                   | Itália                        |
| ℓ 2211          | 995/996            | Evangelhos (uncial)            | Saint Catherine Monastery, Arab 116                                                                               | Sinai Peninsula            | Egipto                        |
| ℓ2260           | Sec. XIV           | Apóstolos                      | Osiou Gregoriou monastery, 158 (X 36)                                                                             | Athos                      | Grécia                        |
| ℓ 2261          | Sec. XI            | Evangelhos                     | Osiou Gregoriou monastery, 182 A                                                                                  | Athos                      | Grécia                        |
| ℓ 2262          | Sec. XIV           | Evangelhos                     | Osiou Gregoriou monastery, 182 B                                                                                  | Athos                      | Grécia                        |
| ℓ 2263          | Sec. XI            | Evangelhos                     | Osiou Gregoriou monastery, 182 C                                                                                  | Athos                      | Grécia                        |
| ℓ 2264          | Sec. XIV           | Evangelhos                     | Osiou Gregoriou monastery, 182 D                                                                                  | Athos                      | Grécia                        |
| ℓ 2265          | Sec. XII           | Evangelhos †                   | Iviron monastery, 28 (X 15)                                                                                       | Athos                      | Grécia                        |
| ℓ 2266          | Sec. XIII          | Evangelhos                     | Iviron monastery, 30 (X 1)                                                                                        | Athos                      | Grécia                        |
| ℓ 2267          | Sec. XII           | Evangelhos                     | Iviron monastery, 46 (X 4)                                                                                        | Athos                      | Grécia                        |
| ℓ 2276          | Sec. XIII/Sec. XIV | Evangelhos                     | University of Münster, Bible Museum Ms. 21                                                                        | Münster                    | Alemanha                      |
| ℓ 2307          | Sec. XIII          | Evangelhos                     | Biblioteca Ambrosiana, S. 62                                                                                      | Milan                      | Itália                        |
| ℓ 2404          | Sec. XI/Sec. XII   | Evangelhos                     | Martin Schøyen Collection, Ms 1982                                                                                | Oslo, Londres              | Norway, Reino Unido           |
| ℓ 2405          | Sec. XII/Sec. XIII | lecionário                     | Martin Schøyen Collection, Ms 1979/4                                                                              | Oslo, Londres              | Norway, Reino Unido           |
| ℓ 2406          | Sec. XIII/XIV      | lecionário                     | Martin Schøyen Collection, Ms 1979/5                                                                              | Oslo, Londres              | Norway, Reino Unido           |
| ℓ 2411          | Sec. XII           | Evangelhos                     | Duke University, Gk MS 89                                                                                         | Durham                     | Estados Unidos                |
| ℓ 2412          | Sec. XII/Sec. XIII | Evangelhos                     | Duke University, Gk MS 92                                                                                         | Duke                       | Estados Unidos                |